# Kriegsverbrechen

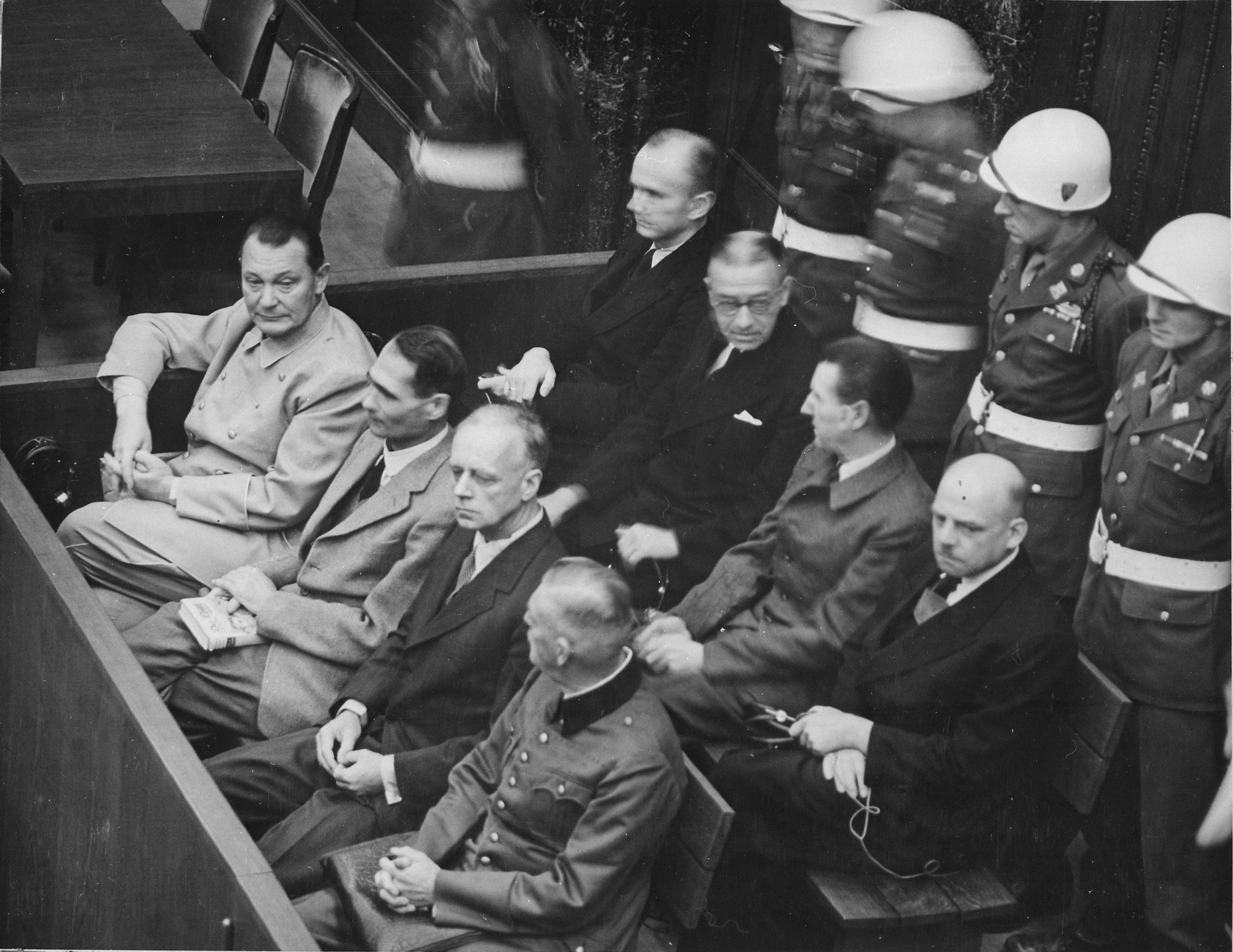
Anklagebank beim Nürnberger Prozess gegen die Hauptkriegsverbrecher: Göring, Heß, von Ribbentrop, Keitel (vorne), Dönitz, Raeder, von Schirach und Sauckel (dahinter)

Kriegsverbrechen sind schwere Verstöße von Angehörigen eines kriegführenden Staates gegen die Regeln des in internationalen oder nichtinternationalen bewaffneten Konflikten anwendbaren Völkerrechts, deren Strafbarkeit sich unmittelbar aus dem Völkerrecht ergibt. Kriegsverbrechen zählen zu den Kernverbrechen des Völkerstrafrechts und unterfallen dem Weltrechtsprinzip. 

## Begriffsbestimmung

### Allgemeiner Sprachgebrauch
Der Begriff „Kriegsverbrechen“ wird im allgemeinen Sprachgebrauch wie auch in (älteren) völkerrechtlichen Abkommen uneinheitlich und teils widersprüchlich gebraucht. In manchen Fällen sind sehr allgemein jegliche im Zuge eines Krieges auftretenden strafbaren Handlungen gemeint. Gelegentlich wird „Kriegsverbrechen“ auch als Sammelbegriff für Völkerrechtsverbrechen im Allgemeinen verwendet. Im Gegensatz zu diesen juristisch unpräzisen Begriffsverwendungen ist die völkerrechtliche Begrifflichkeit enger und weist klare Abgrenzungskriterien auf.

### Völkerrechtlicher Begriff
Eine abschließende völkerrechtliche Definition des Begriffes Kriegsverbrechen existiert nicht. Nach heutigem Stand des Völkergewohnheitsrechts sind Kriegsverbrechen ausgewählte und schwere Verstöße gegen die Regeln des in internationalen oder nicht internationalen bewaffneten Konflikten anwendbaren Völkerrechtes. Kriegsverbrechen können daher einerseits auch dann begangen werden, wenn der bewaffnete Konflikt unterhalb der Schwelle eines Krieges im engeren Sinne bleibt. Zudem können Kriegsverbrechen andererseits auch in nichtinternationalen bewaffneten Konflikten begangen werden. Die Unterscheidung zwischen internationalen und nichtinternationalen bewaffneten Konflikten hat jedoch Bedeutung für die Frage, welche Tatbestände in einem Konflikt als Kriegsverbrechen strafbar sind (siehe Abschnitt Strafbare Kriegsverbrechen).
Zu den in bewaffneten Konflikten anwendbaren Regeln des Völkerrechtes, die zusammenfassend auch als Humanitäres Völkerrecht bezeichnet werden, zählen namentlich u. a. die Haager Landkriegsordnung (1907), die Genfer Konventionen (1949) sowie deren beiden Zusatzprotokolle aus dem Jahre 1977. Die dort verankerten Regeln sind im Ausgangspunkt für diejenigen an einem bewaffneten Konflikt beteiligten Parteien bindend, die zugleich Vertragspartei dieser internationalen Übereinkünfte sind. Zu den in bewaffneten Konflikten anwendbaren Regeln des Völkerrechtes gehören darüber hinaus auch die als Völkergewohnheitsrecht anerkannten Grundsätze und Regeln, die auf bewaffnete Konflikte allgemein anwendbar sind. Das Internationale Komitee vom Roten Kreuz hat auf der Basis der Schlussfolgerungen der Studie „Customary International Humanitarian Law: Volume 1, Rules“ eine – im Einzelnen nicht unbestrittene – Liste der gewohnheitsrechtlichen Regeln des humanitären Völkerrechts herausgegeben, die auch in einer deutschen Übersetzung vorliegt. Soweit eine internationale Übereinkunft inhaltlich eine Regel des Völkergewohnheitsrechts wiedergibt, ist diese Regel für alle Konfliktparteien bindend, auch wenn eine Partei nicht Vertragspartei der entsprechenden Übereinkunft ist (siehe hierzu auch: Allbeteiligungsklausel).

Nicht jeder Verstoß gegen Regeln des bewaffneten Konfliktes stellt zugleich auch ein Kriegsverbrechen dar. Nach Regel 156 der Liste der gewohnheitsrechtlichen Regeln des humanitären Völkerrechts stellen nur „schwere Verletzungen des humanitären Völkerrechts“ Kriegsverbrechen dar. Dementsprechend enthält zum Beispiel das Genfer Abkommen I („Genfer Abkommen vom 12. August 1949 zur Verbesserung des Loses der Verwundeten und Kranken der bewaffneten Kräfte im Felde“) in Artikel 49 Absatz 1 die Bestimmung, dass die Vertragsparteien

„angemessenen Strafbestimmungen für solche Personen zu treffen [haben], die (…) schwere Verletzungen des vorliegenden Abkommens begehen.“

Verbrechen, die lediglich bei Gelegenheit eines bewaffneten Konfliktes begangen werden, ohne mit diesem Konflikt in einem funktionalen Zusammenhang zu stehen, stellen keine Kriegsverbrechen dar. Abzugrenzen von den Kriegsverbrechen sind ferner weitere, ebenfalls dem Völkerstrafrecht zuzuordnende Verbrechen, namentlich Völkermord, Verbrechen gegen die Menschlichkeit, die im Gegensatz zu den Kriegsverbrechen auch außerhalb des Kontextes eines bewaffneten Konfliktes begangen werden können. Die Einleitung kriegerischer Handlungen selbst unterfällt nicht den Kriegsverbrechen, sondern wird vom Verbrechen der Aggression völkerstrafrechtlich erfasst.
Nach dem gegenwärtigen Stand des Völkerrechts können Kriegsverbrechen nur von natürlichen, nicht von juristischen Personen begangen werden. Damit können vor internationalen Tribunalen weder Organisationen noch Staaten für Kriegsverbrechen strafrechtlich zur Verantwortung gezogen werden. Mehrere internationale Strafgerichtshöfe haben wiederholt festgestellt, dass Kriegsverbrechen nicht nur von Kombattanten (Mitglieder staatlicher Streitkräfte), sondern auch von Zivilisten begangen werden können.

## Völkerrechtlich strafbare Kriegsverbrechen
Die umfassendste Rechtsquelle hinsichtlich der heute als Kriegsverbrechen zu ahndenden Tatbestände nach dem Völkerstrafrecht ist das Römische Statut des Internationalen Strafgerichtshofs. Dieses listet in Art. 5 als strafbare Verbrechen den Völkermord, Verbrechen gegen die Menschlichkeit, das Verbrechen der Aggression sowie Kriegsverbrechen auf. Artikel 8 Abs. 2 des Statutes listet zahlreiche Verbrechen auf, die als Kriegsverbrechen gelten. Das Statut unterscheidet Kriegsverbrechen in internationalen Konflikten und in nichtinternationalen Konflikten. Zu den Kriegsverbrechen in internationalen Konflikten gehören zum einen „schwere Verletzungen der Genfer Abkommen vom 12. August 1949, (...) gegen die nach dem jeweiligen Genfer Abkommen geschützten Personen oder Güter“. Als Handlungen werden folgende in Artikel 8 Abs. 2 a) angegeben: 
- vorsätzliche Tötung;
- Folter oder unmenschliche Behandlung einschließlich biologischer Versuche;
- vorsätzliche Verursachung großer Leiden oder schwere Beeinträchtigung der körperlichen Unversehrtheit oder der Gesundheit;
- Zerstörung und Aneignung von Gut in großem Ausmaß, die durch militärische Erfordernisse nicht gerechtfertigt sind und rechtswidrig und willkürlich vorgenommen werden;
- Nötigung eines Kriegsgefangenen oder einer anderen geschützten Person zur Dienstleistung in den Streitkräften einer feindlichen Macht;
- vorsätzlicher Entzug des Rechts eines Kriegsgefangenen oder einer anderen geschützten Person auf ein unparteiisches ordentliches Gerichtsverfahren;
- rechtswidrige Vertreibung oder Überführung oder rechtswidrige Gefangenhaltung;
- Geiselnahme;

Daneben sind auch Kriegsverbrechen in internationalen Konflikten „andere schwere Verstöße gegen die (…) im internationalen bewaffneten Konflikt anwendbaren Gesetze und Gebräuche“. Insgesamt hat dieser Abschnitt, Art. 8 Abs. 2 b) 26 Unterpunkte. Zu diesen aufgelisteten Kriegsverbrechen gehören unter anderem folgende Handlungen:
- vorsätzliche Angriffe auf die Zivilbevölkerung als solche oder auf einzelne Zivilpersonen, die an den Feindseligkeiten nicht unmittelbar teilnehmen;
- vorsätzliche Angriffe auf zivile Objekte und humanitäre Operationen
- vorsätzliches Führen eines Angriffs in der Kenntnis, dass dieser auch Verluste an Menschenleben, die Verwundung von Zivilpersonen, die Beschädigung ziviler Objekte (…) verursachen wird, die eindeutig in keinem Verhältnis zu dem insgesamt erwarteten konkreten und unmittelbaren militärischen Vorteil stehen;
- der Angriff auf unverteidigte Städte, Dörfer, Wohnstätten oder Gebäude, die nichtmilitärische Ziele sind (….);
- die Tötung oder Verwundung eines die Waffen streckenden oder wehrlosen Kombattanten, der sich (…) ergeben hat;
- die Plünderung einer Stadt oder Ansiedlung (…);
- die Verwendung von Gift oder vergifteten Waffen;
- die Verwendung erstickender, giftiger oder gleichartiger Gase (…);
- die Verwendung von Waffen, Geschossen, Stoffen und Methoden der Kriegführung, die geeignet sind, überflüssige Verletzungen oder unnötige Leiden zu verursachen (…);
- Vergewaltigung, sexuelle Sklaverei, Nötigung zur Prostitution (…);
- die Benutzung der Anwesenheit einer Zivilperson oder einer anderen geschützten Person, um Kampfhandlungen von gewissen Punkten, Gebieten oder Streitkräften fernzuhalten;
- das vorsätzliche Aushungern von Zivilpersonen (…).

Gemäß Art. 8 Abs. 1 des Römischen Statuts gilt dies insbesondere für Taten, „wenn diese als Teil eines Planes oder einer Politik oder als Teil der Begehung solcher Verbrechen in großem Umfang verübt werden.“
Da das humanitäre Völkerrecht nur auf internationale bewaffnete Konflikte vollständig anwendbar ist, bestimmen die Art. 8 Abs. 2 c) und e) des Römischen Statuts die im Falle eines nichtinternationalen bewaffneten Konflikts als Kriegsverbrechen zu ahndenden Tatbestände. Die Frage, wann ein Konflikt zwar kein internationaler Konflikt ist, aber trotzdem als Konflikt im Sinne Art. 8 Abs. 2 c) und e) ist, bestimmen Art. 8 Abs. 2 d) und f).

## Geschichtliche Entwicklung

### Entwicklung bis zum Ersten Weltkrieg

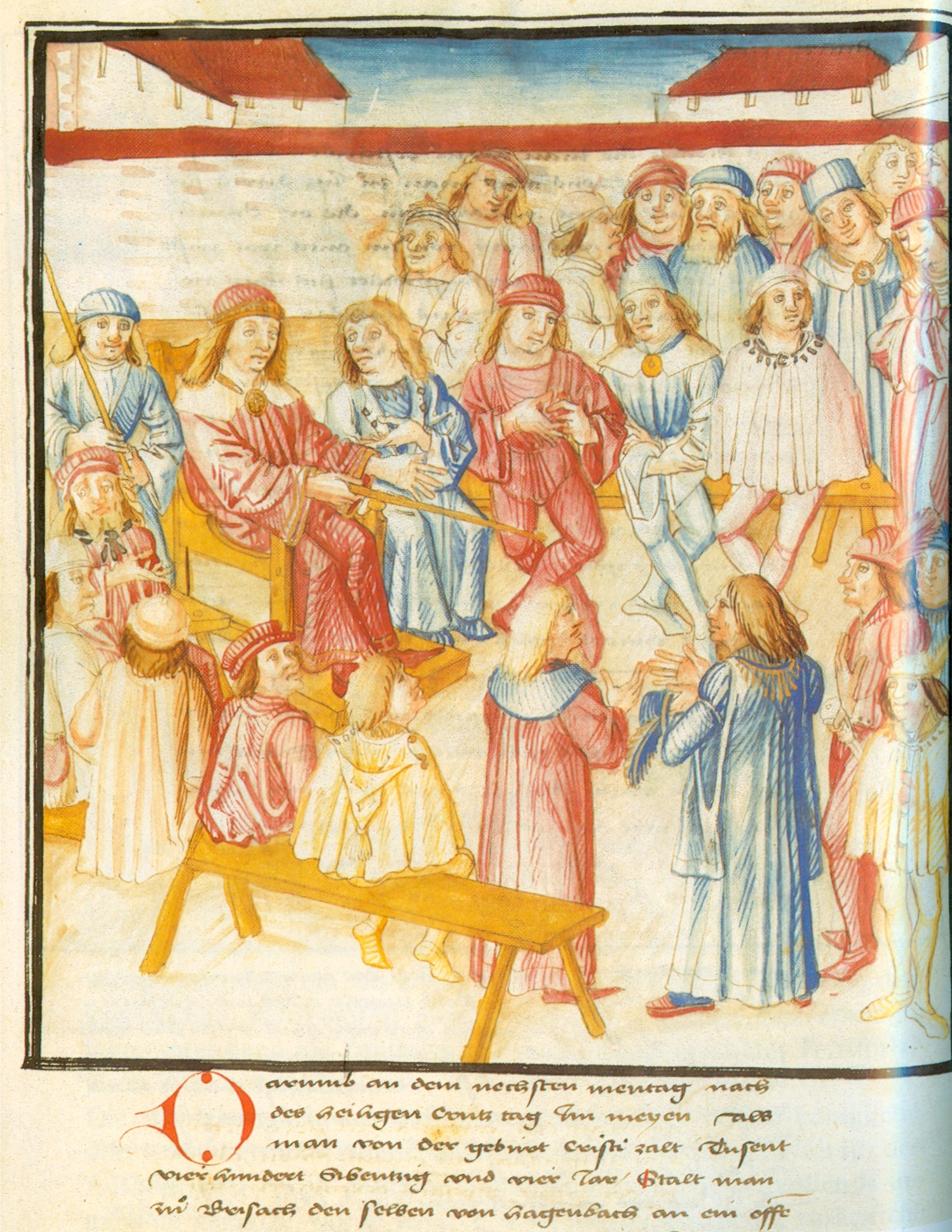
Hagenbach vor Gericht (Berner Chronik des Diebold Schilling dem Älteren)

Der Breisach-Prozess gegen Peter von Hagenbach wird weithin als erster internationaler Kriegsverbrecherprozess angesehen. In ihm wurden diverse Straftaten wie Mord und Vergewaltigung vor einem Gericht von Vertretern verschiedener Stadtstaaten abgeurteilt. Einige Rechtsexperten sehen in dem Verfahren sogar einen ersten Ansatz, um Verbrechen gegen die Menschlichkeit zu benennen.
Den ersten internationalen Übereinkünften zur Kodifizierung von Regeln des Kriegsvölkerrechts war die Idee einer individuellen strafrechtlichen Verantwortung für Verstöße gegen Regeln und Gebräuche der Kriegführung noch fremd. Vorherrschend war der Grundsatz der Staatenimmunität, im angloamerikanischen Rechtskreis insbesondere in der Ausprägung der Act-of-State-Doktrin. Die Ausübung hoheitlicher Macht durch die Staatsgewalt, hierzu zählt auch das Militär, wurde dem Staat als solchem zugerechnet und war damit der Rechtsprechung eines anderen Staates entzogen. Da zwischen den gleichberechtigten Staaten keine übergeordnete Rechtsprechung existierte (Par in parem non habet imperium), blieb die Frage von Sanktionen im Falle von Verstößen gegen Regeln des Kriegsvölkerrechts ausgeklammert. Erst das Haager Abkommen betreffend die Gesetze und Gebräuche des Landkriegs vom 18. Oktober 1907 enthielt in Art. 3 überhaupt eine Sanktion:

„Die Kriegspartei, welche die Bestimmungen der bezeichneten Ordnung verletzen sollte, ist gegebenen Falles zum Schadenersatze verpflichtet. Sie ist für alle Handlungen verantwortlich, die von den zu ihrer bewaffneten Macht gehörenden Personen begangen werden.“

Gleichwohl war damit keine individuelle strafrechtliche Verantwortung für natürliche Personen verbunden, sondern lediglich eine Verpflichtung der Unterzeichnerstaaten als klassische Subjekte des Völkerrechts.

### Entwicklung nach dem Ersten Weltkrieg / Zwischenkriegszeit
Nach dem Ende des Ersten Weltkrieges enthielt der Versailler Vertrag in Art. 227 – 230 „Strafbestimmungen“, demgemäß u. a. die Alliierten Kaiser Wilhelm II. „wegen schwerer Verletzung des internationalen Sittengesetzes und der Heiligkeit der Verträge“ unter öffentliche Anklage stellen würden. Zu einem Kriegsverbrecherprozess kam es jedoch nicht, nachdem die von den Alliierten am 16. Januar 1920 verlangte Auslieferung von Kaiser Wilhelm II. am 22. Januar 1920 durch die niederländische Regierung unter Königin Wilhelmina abgelehnt wurde.
Nach Art. 228 des Versailler Vertrages konnten die Alliierten Personen „wegen eines Verstoßes gegen die Gesetze und Gebräuche des Krieges“ vor ihre Militärgerichte ziehen und deren Auslieferung verlangen. Am 3. Februar 1920 übermittelten Vertreter der Alliierten der deutschen Reichsregierung eine Auslieferungsliste mit 895 Namen bzw. mit ihrem Rang oder ihrer Dienststellung bezeichneten Personen. Jedoch schon am 17. Februar 1920 stimmten die Alliierten in einer an die Reichsregierung überreichten Note der Einleitung von strafgerichtlichen Verfahren vor dem Reichsgericht in Leipzig gegen alle Personen, deren Auslieferung zunächst beabsichtigt war, zu. Die Alliierten behielten sich aber trotz des vorläufigen Verzichts auf Auslieferung das Recht vor zu prüfen, ob die Gerichtsverfahren nicht darauf hinausliefen, die Schuldigen der gerichtlichen Bestrafung zu entziehen. Die daraufhin initiierten Prozesse vor dem Reichsgericht in Leipzig blieben inhaltlich und im Ergebnis für die Weiterentwicklung eines völkerrechtlichen Verständnisses von Kriegsverbrechen unbefriedigend. Den wenigen Verurteilungen lagen das seinerzeit geltende Militärstrafgesetzbuch für das Deutsche Reich vom 20. Juni 1872 und – ergänzend – das zivile Strafgesetzbuch zu Grunde. Eigenständig aus dem Kriegsvölkerrecht herzuleitende strafrechtliche Sanktionen bei schweren Verletzungen der Gesetze und Gebräuche der Kriegführung blieben bei diesen Prozessen außer Betracht.
Das Kriegsvölkerrecht entwickelte sich zwar in der Zeit zwischen den beiden Weltkriegen fort (Genfer Protokoll über das Verbot der Verwendung von erstickenden, giftigen oder ähnlichen Gasen sowie von bakteriologischen Mitteln im Kriege vom 17. Juni 1925, Abkommen über die Behandlung der Kriegsgefangenen von 1929), jedoch enthielten auch diese internationalen Vereinbarungen keine juristische Definition von „Kriegsverbrechen“ oder gar eine rechtliche Grundlage für deren spätere Ahndung.

### Entwicklung infolge des Zweiten Weltkriegs
Die klassische Definition von Kriegsverbrechen findet sich im Londoner Viermächte-Abkommen vom 8. August 1945, mit dem als integraler Bestandteil dieses Abkommens die Charta des Internationalen Militär-Tribunals (Londoner Statut), also Rechtsgrundlage und Prozessordnung für die Nürnberger Prozesse, festgelegt wurden. In Artikel 6 b) dieses Statuts ist der Begriff des Kriegsverbrechens folgendermaßen bestimmt: 

„Kriegsverbrechen: nämlich Verletzungen der Kriegsrechte oder Gebräuche. Solche Verletzungen umfassen, ohne darauf beschränkt zu sein, Mord, Mißhandlungen oder Verschleppung der entweder aus einem besetzten Gebiet stammenden oder dort befindlichen Zivilbevölkerung zur Zwangsarbeit oder zu irgendeinem anderen Zwecke; Ermordung oder Mißhandlung von Kriegsgefangenen oder Personen auf hoher See; Tötung von Geiseln; Raub öffentlichen oder privaten Eigentums; mutwillige Zerstörung von Städten, Märkten und Dörfern oder jede durch militärische Notwendigkeit nicht gerechtfertigte Verwüstung.“

 Die auf der Basis des Londoner Statuts durchgeführten Nürnberger Prozesse und deren Nachfolgeprozesse gelten als Wegweiser und Durchbruch für das Völkerrecht (vgl. hierzu Geschichte des Völkerstrafrechts und Rechtsgeschichtliche Bedeutung der Nürnberger Prozesse). 
Den Tokioter Prozessen vor dem Internationalen Militärgerichtshof für den Fernen Osten lag die Charter of the International Military Tribunal for the Far East vom 19. Januar 1946 zugrunde, die in Art. 5 b für Kriegsverbrechen dieselbe Definition enthielt wie das Londoner Statut.
Am 11. Dezember 1946 bestätigte die UN-Generalversammlung die im Statut des Nürnberger Gerichtshofs und in dem Urteil des Gerichtshofs enthaltenen Rechtsgrundsätze als „anerkannte Grundsätze des Völkerrechts“. Die von der Völkerrechtskommission der UN im Jahr 1950 zusammengestellte Abfassung dieser Grundsätze gelten als die Nürnberger Prinzipien.
Unter dem Eindruck der Verbrechen der Wehrmacht und der Waffen-SS sowie der japanischen Kriegsverbrechen im Zweiten Weltkrieg und um das bestehende Regelwerk den Erfahrungen des Krieges anzupassen, wurden am 12. August 1949 die Genfer Abkommen von 1949 unterzeichnet. Im Unterschied zu bisherigen völkerrechtlichen Vereinbarungen verpflichteten sich in den Abkommen von 1949 die Vertragsparteien, „alle notwendigen gesetzgeberischen Massnahmen zur Festsetzung von angemessenen Strafbestimmungen für solche Personen zu treffen, die (…) schwere Verletzungen des (…) Abkommens begehen (…)“.

### Jüngere Entwicklungen

Logo des Internationalen Strafgerichtshofes

Zu weiteren internationalen Kriegsverbrecherprozessen ist es nach dem Zweiten Weltkrieg auch infolge des Kalten Krieges trotz vieler, teils auch grausam geführter Konflikte (siehe zum Beispiel Kriegsverbrechen im Koreakrieg, Kriegsverbrechen im Vietnamkrieg, Irak-Iran-Krieg) zunächst nicht gekommen. Ebenso unterblieb die von der UN nach dem Zweiten Weltkrieg in Aussicht genommene Kodifizierung eines Völkerstrafgesetzbuches.
Unter dem Eindruck der Jugoslawienkriege beginnend ab dem Jahre 1991 und der Berichte über „massenhafte Tötungen, die massive, organisierte und systematische Internierung und Vergewaltigung von Frauen und die Fortsetzung der Praxis der 'ethnischen Säuberung' “ in diesem Konflikt, wurde mit der Resolution 827 des Sicherheitsrats der Vereinten Nationen vom 25. Mai 1993 beschlossen, wieder und erstmals durch die Vereinten Nationen ein internationales Gericht für schwere Verletzungen des humanitären Völkerrechts, den Internationalen Strafgerichtshof für das ehemalige Jugoslawien (ICTY), einzusetzen.
Mit der Resolution 955 des Sicherheitsrats der Vereinten Nationen vom 8. November 1994 wurde der Internationale Strafgerichtshof für Ruanda eingesetzt, um den Völkermord und andere schwere Verstöße gegen das humanitäre Völkerrecht in Ruanda strafrechtlich zu ahnden.
Die bisherigen Strafgerichtshöfe waren jeweils als Ad-hoc-Strafgerichtshof nachträglich entweder durch die Siegerstaaten oder durch Beschluss des Sicherheitsrats eingesetzt. Dies änderte sich mit dem Internationalen Strafgerichtshof (IStGH bzw. ICC, International Criminal Court) mit Sitz in Den Haag, der durch einen völkerrechtlichen Vertrag, das Römische Statut des Internationalen Strafgerichtshofs, geschaffen wurde. Zugleich wurden mit dem Rom-Statut die völkerrechtlichen Verbrechen Völkermord, Verbrechen gegen die Menschlichkeit, Kriegsverbrechen sowie das Verbrechen der Aggression umfassend kodifiziert. Seit Inkrafttreten des Rom-Statuts am 1. Juli 2002 können Kriegsverbrechen vom Internationalen Strafgerichtshof strafrechtlich verfolgt werden. Eine Reihe von Staaten, darunter die über Atomwaffen verfügenden Staaten China, Indien, Israel, Pakistan, Russland und USA, haben das Statut jedoch noch nicht ratifiziert (Stand Februar 2014). Noch nicht ratifiziert haben das Statut somit drei der fünf ständigen Mitglieder des UN-Sicherheitsrates – die Volksrepublik China, Russland und die USA.
Im März 2022 wurden die internationalen Gerichte aktiv zu den Kriegsverbrechen während des Russischen Überfalls auf die Ukraine. Indizien lagen in „kurzer Zeit“ vor, die Kommandostruktur sei bekannt.

## Umsetzung in nationales Recht

### Deutschland
Die Bundesrepublik Deutschland ist ihrer Verpflichtung aus dem Rom-Statut und aus anderen völkerrechtlichen Abkommen zur Schaffung nationaler strafrechtlicher Bestimmung für Straftaten des Völkerstrafrechts mit dem Völkerstrafgesetzbuch (VStGB) nachgekommen. Kriegsverbrechen sind als Straftaten in den §§ 8–12 VStGB normiert. Die Verfolgungszuständigkeit liegt beim Generalbundesanwalt beim Bundesgerichtshof, Ermittlungen werden von der Zentralstelle für die Bekämpfung von Kriegsverbrechen und weiteren Straftaten nach dem Völkerstrafgesetzbuch (ZBKV) des Bundeskriminalamtes durchgeführt.
Die Bundesversorgungsgesetz-Renten für Soldaten der ehemaligen Wehrmacht wurden (auf Initiative von Volker Beck) für alle gestrichen, die „während der Herrschaft des Nationalsozialismus gegen die Grundsätze der Menschlichkeit oder Rechtsstaatlichkeit verstoßen“ haben.

### Schweiz
Die Schweiz hat im Zuge der Umsetzung des Rom-Statuts im Jahr 2010 Kriegsverbrechen als eigenständige Straftatbestände in die Artikel Art. 264b ff. des schweizerischen Strafgesetzbuches aufgenommen.

### Österreich
Österreich kam 2014 seiner Aufgabe gemäß dem römischen Statut nach: In einer Novelle des StGB wurde dessen 25. Abschnitt um die Tatbestände „Verbrechen gegen die Menschlichkeit“ sowie diverser Kriegsverbrechen ausgeweitet. In Österreich als Kriegsverbrechen deklarierte Straftaten können je nach Schwere des begangenen Delikts mit einer Freiheitsstrafe von einem Jahr bis zu lebenslänglich geahndet werden, außerdem sind sie in Österreich von der Verjährung ausgenommen.